# Жёстко-упругое выглаживание
Жёстко-упругое выглаживание (Rigid-elastic burnishing) — способ отделочно-упрочняющей обработки деталей поверхностным пластическим деформированием двумя инструментами (или выглаживающей головкой) с жёстким закреплением индентора и упругим закреплением индентора, которые скользят по поверхности обрабатываемой детали, при этом индентор с упругим закреплением проходит по вершинам профиля шероховатости поверхности, образованной индентором с жестким закреплением.
Конструкция инструмента для выглаживания (конструкция выглаживателя) и технология выглаживания в первую очередь зависит от геометрии обрабатываемой детали и свойств, которые должны быть получены: упрочнение (микротвердость, остаточные напряжения сжатия) и глубина упрочненного слоя, шероховатость.

## Описание процесса
В ходе жёстко-упругого выглаживания поверхности металла обеспечивается параметр шероховатости поверхности Ra=0,02-0,1 мкм; глубина упрочненного слоя до 0,2 мм; остаточные напряжения сжатия первого рода более 200 МПа; микротвердость поверхностного слоя более 4000 МПа (при доводке индентора с упругим закреплением до Ra=0,01 мкм; данные усредненные, конкретные значения зависят от обрабатываемого материала). Формируется регулярный профиль шероховатости поверхности благоприятной притупленной формы, верхний плотный однородный упрочненный слой на подложке из неоднородного упрочненного слоя, поверхность приобретает характерный зеркальный блеск. Осуществляется выглаживание металла, сталей и сплавов.
Жёстко-упругое выглаживание реализуется следующим переходом после тонкого точения. Сначала поверхность выглаживается инструментом с жестким закреплением индентора (жёсткое выглаживание; на универсальных станках или станках с ЧПУ, применение станков с ЧПУ предпочтительней).
Тем самым устраняется волнистость, которая может быть после точения. Для точной настройки натяга на станках с ЧПУ применяется датчик, дискретный сигнал с которого поступает в контроллер автоматики. Датчик закрепляется или встраивается в инструмент (либо используется датчик касания для обмера детали и электронный датчик привязки инструмента). Так определяется момент касания индентором детали (координата), то есть «нулевой натяг». Применяется индентор радиусом до 3 мм (при меньшем радиусе степень упрочнения больше). При этом поверхностный слой детали упрочняется и формируется предварительная шероховатость.
Обычно формирование регулярного профиля предварительной шероховатости затруднений не вызывает (регулярность его гарантирует регулярность профиля окончательной шероховатости): причины несоответствий кроются обычно в том, что пренебрегают соблюдением известных мероприятий: проверка оборудования на технологическую и геометрическую точность; контроль исходной заготовки на значение твердости и отсутствие её «пятнистости»; расточка кулачков; контроль инструмента и оснастки; контроль параметров качества достигнутых до выглаживания (технологическая наследственность есть всегда); настройка выглаживателя.
Затем поверхность детали выглаживается инструментом с упругим закреплением индентора (упругое выглаживание), например, Cogsdill DB-3 Diamond Burnishing Tool, основное требование — чтобы оснастка для выглаживания обеспечила требуемую точность обработки. Обычно усилие поджатия индентора настраивается вне станка (часто инструмент имеет винт для поджатия пружины с делениями на державке, позволяющим задать требуемое усилие). Затем используется тарировочный график (величина внедрения индентора — усилие выглаживания), чтобы в управляющей программе задать координату для выглаживателя.
Выглаживатель проходя по профилю предварительной шероховатости (её вершинам, это достигается наладкой станка с ЧПУ), максимально уменьшает параметр предварительной шероховатости Ra и окончательно формирует микроструктуру поверхностного слоя детали. Применяется индентор радиусом больше 3 мм (при большем радиусе параметр шероховатости выглаженной поверхности Ra меньше).
Целесообразно использовать одиночные жёсткий и упругий выглаживатели на двухсуппортном станке с ЧПУ с наклонной станиной токарно-револьверной группы (или на HYPER QUADREX 250 MSY «Mazak» и аналогичном оборудовании). При этом упругий выглаживатель должен быть смещен относительно жёсткого выглаживателя на величину кратную половине продольной подачи (нечетные числа), при равенстве подач выглаживателей, для максимального сглаживания шероховатости.
Процессы выглаживания с жестким закреплением индентора и выглаживания с упругим закреплением индентора по отдельности достаточно хорошо изучены, известны различные конструкции инструментов и практические рекомендации по реализации этих процессов выглаживания (технология алмазного выглаживания).
Процесс жёстко-упругого выглаживания предназначен для изготовления точных деталей работающих в условиях трения. Желательно его реализовывать сразу после точения следующим переходом на станках с ЧПУ соответствующей точности. При этом, при выглаживании на токарных обрабатывающих центрах с перемещением по оси Y появляется возможность применения выглаживателей предназначенных для универсального оборудования.

## Режимы выглаживания
Режимы выглаживания следующие (зависят от радиусов инденторов и подбираются исходя из материала детали): первый индентор — натяг 50…150 мкм (сглаживающе-упрочняющий режим, при меньшей твердости выглаживаемой детали натяг больше); второй индентор — усилие поджима 40…120 Н (сглаживающий режим, при меньшей твердости выглаживаемой детали сила меньше); подача не более 0,13 мм/об (принцип построения процесса, основанный на прохождении второго индентора по вершинам предварительной шероховатости позволяет выбирать подачи в два раза превышающие те, которые применяются при выглаживании одним инструментом, с позиции обеспечения шероховатости; чем меньше подача, тем больше глубина упрочненного слоя и меньше Ra); скорость не более 70 м/мин (при меньшей скорости равномерность микроструктуры лучше).
Жёстко-упругое выглаживание осуществляется с использованием СОТС. Выбор СОТС зависит от обрабатываемого материала. Параметр шероховатости Ra достигнутый точением должен быть не более 0,8 мкм. Не должно быть «пятнистой» твердости у выглаживаемой поверхности. Биение выглаживаемой детали должно отсутствовать (обработка на станках соответствующей точности и жёсткости).

## Многослойная микроструктура
В результате жёстко-упругого выглаживания в поверхностном слое образуется микроструктура с однородным плотным упрочненным слоем (формируется выглаживанием с упругим закреплением; поскольку пластическая деформация материала после выглаживания индентором с жёстким закреплением приведет к изменению размера детали, наладка станка для определения «0» поверхности для индентора с упругим закреплением — обязательна; тонкость ещё в том, чтобы усилие поджатия было точно таким, каким требуется для формирования однородного упрочненного слоя так, чтобы индентор с упругим закреплением сгладил вершины предварительной шероховатости, а не «перепахал» её полностью, то есть если мы превысим требуемое усилие — сформируем «новую» шероховатость, а если усилие будет меньше — не сформируем многослойную микроструктуру; в первом приближении при выглаживании конкретного материала нужно ориентироваться на верхнее значение усилия для сглаживающего режима выглаживания), который переходит в упрочненный неоднородный слой (формируется выглаживанием с жестким закреплением); достигается параметр шероховатости поверхности детали Ra<0,1 мкм. Тем самым обеспечивается повышенная износостойкость поверхностного слоя детали и её правильная геометрическая форма.

## Выглаживающие головки
При жёстко-упругом выглаживании, на токарно-фрезерных обрабатывающих центрах, возможно применение державки с головкой в которой имеются два индентора (обычно алмазные сферической формы, оба индентора на оси станка). Целесообразно державку изготавливать из специальных легированных сталей, например с вольфрамом, с термообработкой, которая повышает декремент затухания колебаний. Державка крепится в приводном инструментальном блоке (ось поворота по оси индентора с упругим закреплением) и за счет программирования угла поворота и перемещения по оси Y реализуется подвод индентора с упругим закреплением к обрабатываемой поверхности детали (тела вращения) и отвод индентора с жестким закреплением после обработки им поверхности детали (достаточно поворота). Подача назначается исходя из размера между осями первого и второго инденторов, чтобы второй индентор сгладил вершины шероховатости детали полученной первым. Чаще всего реализуют алмазное выглаживание (возможно применять ультратвёрдый фуллерит, вюртцитный нитрид бора, нанополикристаллы алмаза), но поскольку нагрузка на второй индентор небольшая, допустимо для него использование других инструментальных материалов.
Выглаживающая головка для токарно-фрезерных центров в обычном исполнении: два индентора (сферической формы алмазные наконечники); корпус; фиксатор индентора с жестким закреплением в корпусе; пружина, поджимающая индентор с упругим закреплением; резьбовая втулка с уплотнителем для индентора (в неё устанавливается индентор с упругим закреплением и пружина) — ввинчивается в корпус; толкатель для пружины, установленный в отверстии корпуса (отверстие с резьбой для резьбовой втулки переходит в отверстие для толкателя); винт типа ввертыш, перемещающий толкатель (расположен под углом 90° к нему) и настраивающий усилие упругого выглаживания. Изначально вылет индентора с упругим закреплением, для обеспечения усилия выглаживания, больше вылета индентора с жестким закреплением. За счет тарировки пружины и использовании индикации на корпусе головки (то есть винт ввинчивается на определённую величину), когда индентор с упругим закреплением вступает в работу, обеспечивается требуемое усилие выглаживания.
Также на современных обрабатывающих центрах можно применять головки для выглаживания, в которых индентор с жёстким закреплением устанавливается ниже оси детали, а индентор с упругим закреплением выше оси. Из практики выглаживания известно, что установка индентора ниже оси (в разумных пределах) стабилизирует процесс выглаживания, площадка износа меняет форму — индентор служит дольше и его можно многократно поворачивать в инструменте, прежде чем осуществлять доводку его рабочей поверхности. А установка индентора с упругим закреплением выше оси облегчает процесс «подглаживания» первичной шероховатости. 

## Комбинированная обработка
Для деталей, у которых поверхностный слой должен быть упрочнен на глубину до 1 мм, возможно применять комбинированную обработку: на обрабатывающих центрах с лазерной головкой (например, Okuma Super Multi Tasking Machine LASER EX) — тонкое точение, упрочнение лазером (измельчаются зерна структуры материала, но формируется волнообразный микрорельеф), калибровка упрочненной поверхности выглаживателем с жёстким закреплением индентора, сглаживание профиля шероховатости поверхности выглаживателем с упругим закреплением индентора.
В настоящее время имеется большое количество различных конструкций выглаживателей с упругим закреплением индентора, которые можно применить для жёстко-упругого выглаживания, включая антивибрационные исполнения инструмента для прецизионной обработки.